# 喜多田悠
喜多田 悠（きただ ゆう、1987年12月28日 - ）は、日本の男性声優。兵庫県神戸市出身。

## 人物
2012年に声優としてデビュー。
ベストポジション、WITH LINEを経て、EARLY WING所属。
深みがある上品な低音を持ち、広い役柄を演じている。
趣味・特技は川を見る、海外サッカー観戦、哲学対話、ベンチプレス。

## 出演
太字はメインキャラクター。

### テレビアニメ
2012年
- しばいぬ子さん
- ソードアート・オンライン

2013年
- アウトブレイク・カンパニー
- 閃乱カグラ
- ログ・ホライズン（クレンディット）

2014年
- デンキ街の本屋さん（花田先輩）
- DRAMAtical Murder（モルヒネB、警備兵）

2015年
- 美男高校地球防衛部LOVE!（生徒C、男子B、生徒B）

2016年
- 3月のライオン（記者、山本、喜和子の夫、将棋関係者）
- シュヴァルツェスマーケン（整備兵、部下、オペレーターA・B・C、反体制派兵C、老人）
- 田中くんはいつもけだるげ（親衛隊B）
- ばくおん!!（サル顔ピアス）

2018年
- ニル・アドミラリの天秤（成田金満）
- ぐらんぶる（2018年 - 2025年、横手、男B、魚屋A） - 2シリーズ

2019年
- GO!GO!アトム

2020年
- 八男って、それはないでしょう!（クラウス）
- 魔王城でおやすみ（かいぶつふろしき）

2021年
- EX-ARM エクスアーム（ハウンド、兵士）
- 海賊王女（軍人）

2022年
- CUE!（店員）
- 異世界迷宮でハーレムを（桶屋の使い）
- 惑星のさみだれ（太陽の父）

2023年
- 最強陰陽師の異世界転生記（頭目）
- 異世界ワンターンキル姉さん 〜姉同伴の異世界生活はじめました〜（オーク長男、チンピラA、リーダー）
- BLEACH 千年血戦篇-訣別譚-（技術開発局局員）
- ポーション頼みで生き延びます!（リオタール子爵）
- 冒険者になりたいと都に出て行った娘がSランクになってた

2024年
- ただいま、おかえり（後藤さん）
- ダンジョンの中のひと（探索者）
- この世界は不完全すぎる（戦士）
- 転生貴族、鑑定スキルで成り上がる（海賊、漁師）
- 多数欠（所長）

2025年
- 誰ソ彼ホテル（ギャンブラー、安藤淳宏）
- 外れスキル《木の実マスター》 〜スキルの実（食べたら死ぬ）を無限に食べられるようになった件について〜（邪龍）
- Aランクパーティを離脱した俺は、元教え子たちと迷宮深部を目指す。（オルクス、住人B、山賊のボス、冒険者、シャドウストーカー 他）
- 鬼人幻燈抄（男）
- TO BE HERO X（医者、村人）

### Webアニメ
- B: The Beginning（2018年、ライカ[20]）
- どこでもマキバオー（2025年、ベアナックル、ゲーハー2、ツァビデル、モーリアロー、男性、飯富昌虎、ウマベロス）

### ゲーム
2018年
- ワールドエンド・シンドローム（藤堂徹）
- アンダーグラウンドシンフォニー

2020年
- ひよこ社長のまちづくり（ホイールちゃん）
- 夜、灯す
- デュエル・マスターズ プレイス（ロイ・マッカラン）

2021年
- 四ツ目神 -再会-（佐原誠）

2022年
- バトルスピリッツ コネクテッドバトラーズ（尾白マモル）
- ヘブンバーンズレッド（男性3）

2023年
- ドラゴンクエストモンスターズ3 魔族の王子とエルフの旅（結晶の番人）
- Edge of Eternity（ギャビン）

2024年
- Death end re;Quest Code Z（東山鋼二）
- メタファー：リファンタジオ

### ドラマCD
- ニンジャスレイヤー 聖なるヌンチャク（ジャイアントマンティス）
- 魔術士オーフェンはぐれ旅 鉄の託宣
- FLESH＆BLOOD 第16巻

### 吹き替え

#### 映画
- 孫悟空 vs 猪八戒（金子〈ジェイデン・ワン〉[31]）
- Burke&Hare
- 返校 言葉が消えた日（バイ教官〈チュウ・ホンジャン〉[32]）
- マイ・ニューヨーク・ダイアリー（ヒュー〈ブライアン・F・オバーン〉）
- ラスト・フル・メジャー 知られざる英雄の真実（ウィリアム・H・ピッツェンバーガー〈ジェレミー・アーヴァイン〉[33]）
- ドッグ・アローン（ベニーP〈ダニー・トレホ〉）
- グラディエーターII 英雄を呼ぶ声[34]
- ファミリー・プラン

#### ドラマ
- 愛だと言って（カン・ナミル）
- キリング/26日間（マッカッシー）
- NCIS: シドニー
- ソーイング・ビー Season6(ミッチ) NHKETV
- スワッガー シーズン2 Apple TV
- ボッシュ: 受け継がれるものSeason2 ※Amazon Prime Video
- 64<シックス・フォー>～陰謀のコード～ ※WOWOW
- エテルナウタ(モロ)(2025年、Netflix)

#### アニメ
- 神々の山嶺（伊藤[35]）
- どうぶつたんけん!ドゥダとダダ（スコット[36]）
- 2分の1の魔法（コブウェブ[37]）
- アイドルプリンセス★ロリロック （2024年）
- Ultraman: Rising

#### ドキュメンタリー
- ポップスが最高に輝いた夜(ケニー・ロギンス)(2024年、Netflix)
- スターティング5: 選ばれしエースたち(Jayson_Tatum)(2024年、Netflix)
- サウジ・プロリーグ: キックオフ(2024年、Netflix)
- コールドケース: ジョンベネ・ラムジーちゃんを殺したのは誰だ(2024年、Netflix)
- キングス・オブ・テュペロ　〜2人の男と"毒しき"陰謀論(2024年、Netflix)
- コート・オブ・ゴールド：栄光の頂点を目指して(オグニェン・ドブリッチ)(2025年、Netflix)

### ボイスコミック
- 詭弁学派、四ッ谷先輩の怪談（2020年、三村）
- おまえと恋なんか絶対ない（2022年、課長、元恋人、院長、ナレーション[38]）
- 300年引きこもり、作り続けてしまった骨董品《魔導具》が、軒並みチート級の魔導具だった件（2022年、宿の主人、悪役、ハザン[39]）
- ばらとたんぽぽ（2023年、にーくら、SNS 3（男））[40]
- サラマンドラの囚神（2023年、研究員）[41]
- 影ノ罪忍（2023年、蛆原道満）[42]
- 殺陣ロール（2023年、お茶じい）[43]
- ムクテルアオイ（2023年、標的）[44]

### オーディオブック
- のぼうの城（2017年、北条氏直）
- 教場（2018年、日下部准）
- 恋歌（2018年）
- 三姉妹探偵団（2018年、王様）
- かがみの孤城（2019年、リオンの父）

### ナレーション
- 公益社団法人青年海外協力協会
- 秋葉原UDX街頭ビジョンCM 靴のチヨダ バイオファイターフォーメン

### ボイスオーバー
- ナショナルジオグラフィック シリーズ

### シリーズ一覧
1. ↑  Season 1（2018年）、Season 2（2025年）